# ÖBB 1163 sorozat
Az ÖBB 1163 sorozat az ÖBB Bo'Bo' tengelyelrendezésű villamos tolatómozdony-sorozata. 1991-ben gyártotta az SGP és az ABB. Összesen 20 db készült a sorozatból. Beceneve „Flüsterlok“ (Suttogó).

## Története
Az ÖBB 1063 sorozat szállítása 1991 őszén fejeződött be. A közel kilencéves szállítási időszak alatt a félvezető technológia még inkább meghatározóvá vált a vontatójárművek gyártásában, és az ez idő alatt elért eredményeket beépítették az utódsorozat tervezésébe. 1992-ben az ÖBB húsz tolatómozdonyt rendelt az SGP-től (mechanikai rész) és az ABB-től (elektromos rész) az új konstrukcióból, amely az 1163 sorozatjelzést kapta.

## Építése

### Mechanikai rész
Az alapkonstrukciót az előd 1063 sorozatból vették át. A mozdony váza teljes hosszában elnyúlik. A tetején ül a két orr-rész, amelyek sokkal alacsonyabbak és keskenyebbek, mint az elődszériáké. Közöttük található a vezetőfülke, amely kifelé "ívelt", és az 1063 és 2068 sorozatokhoz hasonlóan négy kezelőpanellel rendelkezik, de jobb körkörös kilátással.  A mozdony két kéttengelyes forgóvázon nyugszik. A transzformátor a vezetőfülke alatt található, a vontatómotorok a forgóvázakban vannak. A vonó- és fékerő átvitele az alacsonyan elhelyezkedő forgásponton történik. A festés színei a közlekedési vörös, az umbra szürke és a világosszürke.

### Elektromos rész
A tetőn egykaros áramszedő (VIII. típus) van, a főkapcsolóval és a tetőkábelekkel együtt. Egy vízszintes, olajhűtéses transzformátor táplálja az áramot a hálózati átalakítóba, amely két, a kimeneti oldalon párhuzamosan kapcsolt, GTO-technológiájú, négy kvadránsos átalakítóból áll. Az egyenáramú köztes áramkör 2500 V, a szívókör rezonanciafrekvenciája 33,3 Hz. A meghajtó inverter három azonos GTO fázismodulból áll, amelyek párhuzamosan vannak csatlakoztatva az egyenáramú láncszemhez, és egy-egy fázist táplálnak a vontatómotorok számára. A négy motor és a hajtáskoncepció megfelel az 1063-as sorozatnak, akárcsak a fékrendszer, amely rekuperációs fékkel is rendelkezik. A mozdonyok Sifa és Indusi vonatbefolyásolóval is fel vannak szerelve.